# Legendary Entertainment
Legendary Pictures Productions, LLC (послује као Legendary Entertainment или једноставно Legendary) америчка је филмска продукција и мас-медијско предузеће са седиштем у Бербанку, које је 2000. године основао Томас Тал. Предузеће је сарађивало са предузећима као што су Warner Bros., Universal Pictures, Paramount Pictures и Netflix. Од 2016, Legendary је подружница кинеског конгломерата Wanda Group-е.